# Naissance en 1283
Naissance
- 1279
- 1280
- 1281
- 1282
- 1283
- 1284
- 1285
- 1286
- 1287

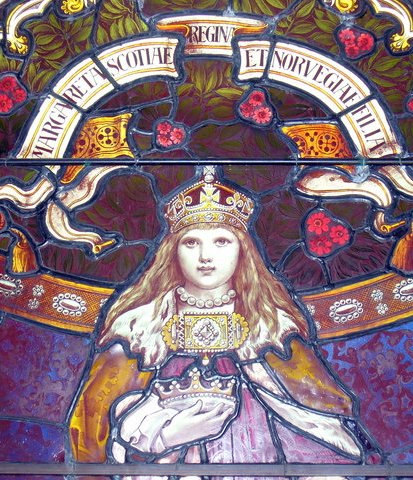
Marguerite Ire d'Écosse, née en 1283.

Cette page dresse une liste de personnalités nées au cours de l'année 1283 :
- avril : Marguerite Ire d'Écosse, reine d'Écosse.
- Avant le 9 avril : Marguerite Ire d'Écosse, reine d'Écosse, dernier membre de la dynastie Dunkeld à régner, bien qu'elle soit parfois plus représentée comme appartenant à la dynastie de Norvège.

- Isabelle de Castille, reine consort d'Aragon et duchesse consort de Bretagne.
- Jean de Charolais, seigneur de Charolais.
- Jean II de Châtillon, seigneur de Châtillon-sur-Marne, Gandelus, Troissy, Marigny et de la Ferté-en-Ponthieu du chef de sa femme, est grand queux de France, puis grand maître de France.
- Nicolas II de Mecklembourg-Werle-Güstrow, prince de Werle-Prachim, coprince de Werle-Güstrow, prince de Werle-Prenzlin.
- Jean de Meulan, évêque de Meaux, évêque de Noyon puis évêque de Paris.
- Galvano Fiamma, moine dominicain italien et chroniqueur de Milanais.
- Fujiwara no Kinshi, impératrice consort du Japon.
- Oshin d'Arménie, roi d'Arménie.
- Siemovit, duc de Rawa.
- Abu Thabit Amir, sultan mérinide.

date incertaine (vers 1283)
- Édouard Balliol, roi d'Écosse.
- Yoshida Kenkō, auteur japonais et un moine bouddhiste.

## Crédit d'auteurs
- Cet article est partiellement ou en totalité issu de l'article intitulé « 1283 » (voir la liste des auteurs).